# Kabinett Bļodnieks

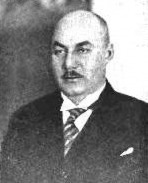
Ministerpräsident Ādolfs Bļodnieks

Das Kabinett Bļodnieks war die 17. Regierung der Republik Lettland und wurde am 24. März 1933 von Ministerpräsident Ādolfs Bļodnieks gebildet. Das Kabinett löste das Kabinett Skujenieks II ab und blieb bis zum 16. März 1934 im Amt, woraufhin es vom Kabinett Ulmanis VII abgelöst wurde.
Dem Kabinett gehörten folgende Minister an:
| Amt                                | Amtsinhaber              | Beginn der Amtszeit         | Ende der Amtszeit           |
| ---------------------------------- | ------------------------ | --------------------------- | --------------------------- |
| Ministerpräsident                  | Ādolfs Bļodnieks         | 24. März 1933               | 16. März 1934               |
| Außenminister                      | Voldemārs Salnais        | 24. März 1933               | 7. März 1934                |
| Innenminister                      | Gotfrīds Mīlbergs        | 24. März 1933               | 16. März 1934               |
| Kriegsminister                     | Jānis Balodis            | 24. März 1933               | 16. März 1934               |
| Finanzminister                     | Jānis Annuss             | 24. März 1933               | 16. März 1934               |
| Justizminister                     | Antons Ozols             | 24. März 1933               | 16. März 1934               |
| Landwirtschaftsminister            | Vilis Gulbis             | 24. März 1933               | 16. März 1934               |
| Verkehrsminister                   | Staņislavs Ivbuls        | 24. März 1933               | 16. März 1934               |
| Minister für öffentliche Wohlfahrt | Vladislavs Rubulis       | 24. März 1933               | 16. März 1934               |
| Bildungsminister                   | Atis Ķeniņš Vilis Gulbis | 24. März 1933 17. März 1933 | 16. Juni 1933 16. März 1934 |